# Kristin Hartman
Kristin Hartman (1977) è un'ex sciatrice alpina statunitense.

## Biografia
Specialista delle prove veloci, in Nor-Am Cup la Hartman conquistò l'unica vittoria, nonché unico podio, 12 febbraio 1995 a Crested Butte in supergigante e prese per l'ultima volta il via il 14 febbraio 1998 nella medesima località in discesa libera (24ª); si ritirò al termine di quella stessa stagione 1997-1998 e la sua ultima gara fu uno slalom gigante FIS disputato il 14 aprile a Vail. Non debuttò in Coppa del Mondo né prese parte a rassegne olimpiche o iridate.

## Palmarès

### Nor-Am Cup
- 1 podio (dati dalla stagione 1994-1995):
  - 1 vittoria

#### Nor-Am Cup - vittorie
| Data             | Località      | Paese       | Specialità |
| ---------------- | ------------- | ----------- | ---------- |
| 12 febbraio 1996 | Crested Butte | Stati Uniti | SG         |

Legenda:

SG = supergigante